# Pedro Lipara
Pedro Lipara fue presidente del Club Atlético All Boys entre 1969 y 1978. Por lo tanto, él era el titular del club en aquella época del primer ascenso a la Primera División de Argentina. Durante su mandato el equipo logró afianzarse en la Primera División de Argentina, vencer a los Cinco grandes del fútbol argentino y cuando el dejó el cargo, All Boys aún jugaba en la Primera División. Su padre también fue presidente de la institución de Floresta.

## Comienzos
La junta directiva de All Boys de ese momento había dejado el club. Había muchas divisiones internas, se construyó la platea alta sobre Mercedes y no se podía habilitar. Tenía juicios y varias deudas.

## Mejora institucional
Llevó adelante al club y lo dejó en la máxima categoría, y sin deudas. También, se construyó el gimnasio y consiguió que habiliten la bandeja superior de la tribuna de que está en la calle Mercedes. Eso le llevó dos años de trabajo personal, yendo infinidad de veces a la Municipalidad.